# North Logan
North Logan je město v okresu Cache County ve státě Utah ve Spojených státech amerických. K roku 2010 zde žilo 8 269 obyvatel. S celkovou rozlohou 17,9 km² byla hustota zalidnění 344 obyvatel na km².